# Anna de Austria (1280–1327)
Anna de Austria sau Anna de Habsburg (n.c. 1280, Viena – d. 19 martie 1327, Liegnitz, Silezia) a fost fiica cea mare a regelui romano-german Albert I și a soției sale, Elisabetei de Gorizia-Tirol.
Anna s-a căsătorit cu:
- margraful Herman al III-lea de Brandenburg (1273–1308) în 1295 în Brandenburg;
- ducele Henric al VI-lea de Silezia-Breslau (1294–1335) în 1310 la  Breslau.

Din căsătoria cu margraful Herman al III-lea au rezultat patru copii:
- Agnes de Brandenburg (c. 1298–1334), moștenitoarea Altmark⁠(d), căsătorită în 1309 cu margraful Waldemar de Brandenburg (c. 1280–1319) și în 1319 cu ducele Otto de Braunschweig și Göttingen (1292–1344);
- Matilda de Brandenburg (d. 1323), moștenitoarea Niederlausitz, căsătorită în 1310 cu ducele Henric al IV-lea de Glogau (c. 1292–1342);
- Iudita de Brandenburg (1301–1353), moștenitoarea Coburg, căsătorită în jurul anului 1318 cu contele Henric al VIII-lea de Henneberg (d. 1347);
- Ioan al V-lea de Brandenburg (1302–1317), supranumit cel Ilustru.

Din căsătoria cu ducele Henric al VI-lea au rezultat trei copii:
- Elisabeta de Breslau (c. 1311–1328), căsătorită în 1322 cu ducele Konrad I de Oels (d. 1366), fratele lui Henric al IV-lea de Glogau;
- Eufemia de Breslau (c. 1312– după 1383), căsătorită în 1324/1325 cu ducele Bolko de Falkenberg (d. 1362/1365);
- Margareta de Breslau (c. 1313–1378), stareță în Mănăstirea Sf. Clara din Breslau.